# Кобилкін Дмитро Миколайович
Дмитро Миколайович Кобилкін (рос. Дми́трий Никола́евич Кобы́лкин; нар. 7 липня 1971, Астрахань, РРФСР, СРСР) — російський державний і політичний діяч. Тимчасово виконуючий обов'язки заступника секретаря Генеральної Ради партії «Єдина Росія» з 11 листопада 2020 года.
Міністр природних ресурсів і екології Російської Федерації з 18 травня 2018 по 9 листопада 2020 (виконуючий обов'язки з 15 по 21 січня 2020).
Губернатор Ямало-Ненецького автономного округу з 16 березня 2010 по 18 травня 2018 (тимчасово виконуючий обов'язки губернатора Ямало-Ненецького автономного округу з 12 березня по 1 жовтня 2015). За результатами 2014 року Кобилкін зайняв перше місце в рейтингу ефективності губернаторів Росії, складеному Фондом розвитку громадянського суспільства.